# ハッセル (ヴェーザー)
ハッセル (ドイツ語: Hassel) は、ドイツ連邦共和国ニーダーザクセン州のニーンブルク/ヴェーザー郡に属す町村（以下、本項では便宜上「町」と記述する）で、ザムトゲマインデ・アイストルプを構成する自治体の一つである。

## 地理

### 位置
ハッセルは、ブレーメンとハノーファーとのほぼ中間に当たり、ヴィルデスハウゼー・ゲースト自然公園とシュタインフーダー・メーア自然公園との間のヴェーザー川沿いに位置する。ハッセルは砂地の背後にある湿地に位置する。

### 町域の広がり
ハッセルの町域は、北はフェルデン郡のベルメ＝ドリュッバー（デルフェルデンに属す小集落）と接するが、この町境に面するハッセル側の集落がユッバーである。この他にリューベラント、ハイトヒューゼン、ヘーメンハイデの一部がこの町に属し、デルフェルデンと境を接している。南のアイストルプやヘーメルハウゼンと接する地域は、アルフーザー・アーエ自然保護地区を含み、ホーヤの東にあるヴェーデゼーが市境となっている。ヘーメルハウゼンのヘーメルゼー北のハッセラー・ブルーフも町域に含まれる。

## 行政
この町はアイストルプを本部所在地するザムトゲマインデ・アイストルプに属す。ザムトゲマインデ・アイストルプとザムトゲマインデ・グラーフシャフト・ホーヤとの合併に伴い、2011年1月1日以降はザムトゲマインデ・グラーフシャフト・ホーヤに属すこととなる。

### 議会
ハッセルの町議会は11議席からなる。

### 首長
名誉職の町長はハイコ・ランゲ (UWGH) が務めている。

### 紋章
緑地に金の嘴を持つ銀のツルの首が天秤皿の間に配されている。秤の、向かって左上に銀の殻斗がついた金のハシバミの実、右上に金の萼がついた銀のバラが描かれている。
ハッセル (Hassel) という名前はハシバミの木 (Hasselstrauch) に由来する。ハシバミの木はゲルマン時代には神に奉納するもので、昔この地域にその林があったことを示している。秤はハッセルの刑場「ポエナ・タリオニス」を象徴している。この刑場では、何世紀も前から1846年まで処刑が行われていた。紋章のバラとツルは長らくこの地に拠った領主家（1219年に騎士のルドルフ・フォン・ハッセルという人物が記録されている）にちなんだものである。

### 姉妹町村
- キルヒエーレンバッハ（ドイツ、バイエルン州）

## 文化と見所

### 建築
ルター派の聖コスマエ・エト・ダミアーニ教会はレンガと大きな砂岩の切石で造られており、その大部分が12/13世紀に建設されたものである。

### 自然
ハッセルとホーヤの間にある川辺の森アルフーザー・アーエ自然保護地域 (22 ha) には3月末から4月初めにキケマン属の白や紫の花が咲く。

## 経済と社会資本

### 交通
この町はニーンブルク/ヴェーザーからフェルデン (アラー)に至る連邦道B215号線に直接面している。また、州道330号線や鉄道アイストルプ - ホーヤ - ジーケ線も町内と通っている。

## 引用
1. ↑  Landesamt für Statistik Niedersachsen, LSN-Online Regionaldatenbank, Tabelle A100001G: Fortschreibung des Bevölkerungsstandes, Stand 31. Dezember 2023